# 15358 Kintner
15358 Kintner è un asteroide della fascia principale. Scoperto nel 1995, presenta un'orbita caratterizzata da un semiasse maggiore pari a 2,7614512 UA e da un'eccentricità di 0,0302028, inclinata di 6,03932° rispetto all'eclittica.